# اوراکوو
اوراکوو (به لاتین: Urakovo) یک منطقهٔ مسکونی در روسیه است که در باشقیرستان واقع شده‌است.